# Tom Watson (politiker)
Thomas Anthony "Tom" Watson, född 8 januari 1967 i Sheffield i South Yorkshire, är en brittisk politiker (Labour). Han var ledamot av underhuset för valkretsen West Bromwich East i West Midlands mellan 2001 och 2019.
Watson var vice partiledare för Labour från 2015, då han efterträdde Harriet Harman, till 2019.
Watson var vice partiledare samtidigt som Jeremy Corbyn var partiledare. Watson stod inte lika långt till vänster som Corbyn och de två hade ofta olika uppfattningar, bland annat om brexit, men de två försökte upprätthålla en gemensamt front utåt. Watson har i efterhand sagt att Corbyn borde ha avgått 2016, när många ledande personer i hans skuggkabinett avgick och Labours partigrupp genomförde en misstroendeomröstning om Corbyn. Han röstade på utmanaren Owen Smith i den efterföljande partiledaromröstningen.
Inför partikonferensen i september 2019 inledde personer i vänstergrupperingen Momentum ett försök att få Watson avsatt som vice partiledare. Efter en misslyckad misstroendeomröstning i partistyrelsen (National Executive Committee) övergavs försöket att ta upp frågan på partikonferensen, efter att Corbyn ingrep. Inför parlamentsvalet i december 2019 meddelade dock Watson att han inte skulle ställa upp för omval till parlamentet, och samtidigt lämna posten som vice partiledare. Han efterträddes som vice partiledare i april 2020 av Angela Rayner.